# Powiat Grajewski
Der Powiat Grajewski ist ein Powiat (Kreis) in der polnischen Woiwodschaft Podlachien. Der Powiat hat eine Fläche von 967,24 km², auf der 48.468 Einwohner leben. Die Bevölkerungsdichte beträgt etwa 50 Einwohner auf 1 km² (2004).

## Gemeinden
Der Powiat umfasst sechs Gemeinden, davon eine Stadtgemeinde, zwei Stadt-und-Land-Gemeinden und drei Landgemeinden.

### Stadtgemeinde
- Grajewo

### Stadt-und-Land-Gemeinden
- Rajgród
- Szczuczyn

### Landgemeinden
- Grajewo
- Radziłów
- Wąsosz